# 마크 로마넥

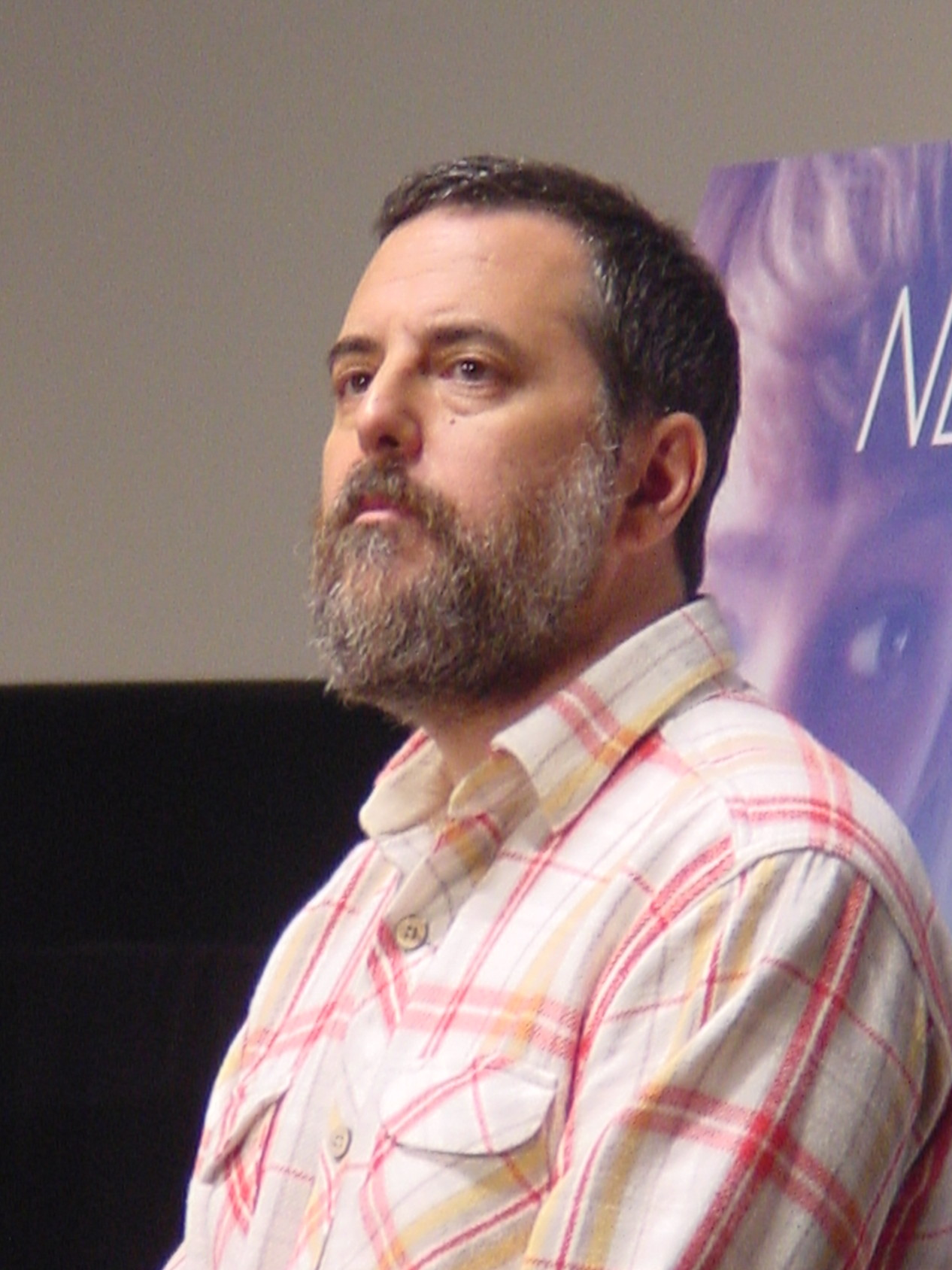
마크 로마넥

마크 로마넥(Mark Romanek, 1959년 9월 18일 ~ )은 미국의 영화 감독이다.